# Iceberg B-9

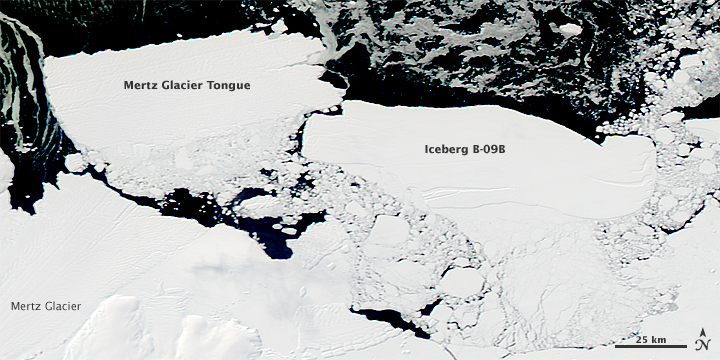
L'iceberg B-09B entre en collision avec la langue du glacier Mertz, donnant naissance à l'iceberg Mertz, le 20 février 2010

L'iceberg B-9 (1987), 154 km par 35 km, s'est détaché de l'Antarctique, du secteur de sud-est de l'île Roosevelt, à proximité de la baie des Baleines en 1987 et à l'est immédiat du site de détachement de l'Iceberg B-15. Il a emporté avec lui les restes des trois bases Little America.

## Source
- (en) Cet article est partiellement ou en totalité issu de l’article de Wikipédia en anglais intitulé « Iceberg B-9 » (voir la liste des auteurs).